# Варух (Тищенков)
Вару́х (в миру Влади́мир Анато́льевич Тищенко́в; род. 19 мая 1956) — деятель Катакомбной церкви и Украинской православной церкви Киевского патриархата. Митрополит Тобольский и Енисейский , постоянный член Священного Синода (Катакомбная церковь). Бывший Архиепископ Тобольский и Енисейский Сибирской митрополии Киевского патриархата (1995—2011), управлял Сибирской митрополией.

## Биография
Владимир Анатольевич Тищенков родился 19 мая 1956 года в одном из лагерей ГУЛАГа, где сидела вся семья за то, что были потомками княжеского рода. Фамилию получил от одного чекиста-украинца, который пожалел его мать и дал ей свою фамилию. В 1959 году мать вместе с сыном освободили.
В 1974 окончил среднюю школу. В 1975 году стал псаломщиком в Вознесенском кафедральном соборе города Новосибирска.
В 1976 году перешел из Русской православной церкви в «Серафимо-геннадиевскую ветвь Истинно-православной церкви», которая происходила от религиозного мошенника Серафима (Поздеева), выдававшегося себя за епископа. Служил иеродиаконом церкви Знамения Богородицы, стал иеромонахом обители Покрова Богородицы.
В 1977 году назначен[кем?] игуменом катакомбного монастыря Знамения Богородицы города Новосибирска.
В 1978 году стал игуменом монастыря Покрова Пресвятой Богородицы Красноярского края. Член независимой группы[какой?] за соблюдением прав человека. Консультант комитета[какого?] по правам человека.
В 1979 назначен[кем?] настоятелем церкви Знамения Богородицы в городе Новосибирске.
В 1983 году арестован и осужден за связь с американской разведкой по статьям 64 «Измена родине», 70 «Призывы к насильственному изменению конституционного строя» и 72 «Организационная деятельность, направленная к совершению особо опасных государственных преступлений, а равно участие в антисоветской организации» УК РСФСР, и приговорён к 12 годам заключения. В 1990 году освобожден. По другим данным был осужден по статьям 64 «Измена родине», 121 «Мужеложство» и 210 «Вовлечение несовершеннолетних в преступную деятельность».
В 1990 году Тищенков привлекался по статье 121 «Мужеложство» УК РСФСР за насильственные действия сексуального характера и мужеложство с несовершеннолетним.
В 1990 году создал раскольнический приход в городе Кургане.
В 1992 возведён[кем?] в сан архимандрита. В том же году покинул Катакомбную церковь и перешёл в Истинно-православную церковь Откровения Иоанна Богослова (которую возглавляет Лазарь (Васильев), присвоивший себе пышный титул «епископ Каширский, архиепископ Московский, блаженнейший митрополит Сибирский, Святейший Патриарх Всероссийский, Царь и Император всея Руси, Божественный Исполнитель Откровения св. Иоанна Богослова, Агнец Завета»).
В 1993 году стал вице-президентом ТОО «Международный детский духовно-оздоровительный центр им. Матери Терезы» (г. Курган, ул. Грицевца, дом. 23, президентом которого был экстрасенс Юрий Воецкий, а заместителями были Тищенков и Эдуард Александрович Ощепков. Юридическое лицо (ИНН 4501034657) зарегистрировано 18 августа 1993 года и ликвидировано 28 марта 2012 года.
14 декабря 1993 года избран епископом Тобольским и Енисейским Сибирской митрополии Филаретом (Денисенко) и Владимиром (Романюком).
В 1995 году принят в состав Украинской православной церкви Киевского патриархата. 23 февраля 1995 года хиротонисан (рукоположен) Филаретом (Денисенко) и Владимиром (Романюком) во епископа Тобольского и Енисейского Сибирской митрополии Киевского патриархата, за что Лазарь (Васильев) его анафематствовал. 22 октября 2004 года возведён в сан архиепископа Украинской православной церкви.
13 ноября 1996 года мэр города Кургана А. Ф. Ельчанинов издал распоряжение «О регистрации устава ассоциации приходов Истинно Православной Церкви Сибирской Митрополии Киевского патриархата». Был построен храм в честь Святой Троицы около нового Рябковского кладбища (ул. Черняховского, 193). Храм трижды горел. Юридическое лицо (ИНН 4501053473) ликвидировано 30 января 2018 года.
19 декабря 1996 года в городе Ногинске участвовал в «коронации» на царский престол Российской империи «самодержца Великой, Малой и Белой Руси Николая ІІІ Николаевича» (Романова-Дальского) и «государыни-императрицы Наталии». (Н. Н. Дальский объявил себя законным наследником всероссийского престола, поскольку якобы является внуком цесаревича Алексея). Вместе с Варухом служили епископы Адриан (Старина), Рафаил (Прокопьев) и Сергий (Моисеенко).
21 августа 2002 года создана Курганская областная общественная организация «Православная украинская казачья община». Юридическое лицо (ИНН 4501099319) ликвидировано 30 января 2018 года.
30 сентября 2002 года создано Международное некоммерческое партнёрство «Братство Милосердного Самарянина». Юридическое лицо (ИНН 4501099284) ликвидировано 16 декабря 2020 года.
16 августа 2005 года в Кургане зарегистрировано Управление Сибирской митрополии Истинно православной церкви Киевского патриархата. Управляющим стал Варух. 30 января 2018 года действовавшее в Кургане Управление Сибирской митрополии Киевского патриархата (ИНН 4501115578) официально ликвидировано.
10 декабря 2009 года был приговорен Курганским городским судом по части 1 статьи 222 «Незаконные приобретение, передача, сбыт, хранение, перевозка или ношение оружия, его основных частей, боеприпасов» Уголовного кодекса Российской Федерации к 1 году 6 месяцам лишения свободы со штрафом в размере 50 тыс. рублей за незаконное хранение 4-х патронов к пистолету Макарова. Наказание решено считать условным, с испытательным сроком 2 года.
29 декабря 2009 года был обнародован ролик домашнего видео, где зафиксировано непристойное поведение Варуха (гомосексуальная связь).
Решением Синода Украинской православной церкви Киевского патриархата от 17 марта 2011 года архиепископ Варух был исключен из состава Украинской православной церкви Киевского патриархата, поскольку он «относится к УПЦ Киевского патриархата лишь формально, не поддерживая живой связи и не взаимодействуя с Киевским патриархатом в течение длительного времени».
21 апреля 2011 года Курганский городской суд снял с Тищенкова Владимира Анатольевича судимость по статье 222 ч. 1.
В феврале 2012 года Варух Тищенков влился во вновь созданную Российскую Истинно Православную Церковь Патриарха Московского и всея России Иоасафа III (Дубинина) (Российская Истинно Православная Церковь получила самостоятельность в управлении от Истинно-Православной Церкви Греции и Диаспоры 19 февраля 2012 года). Варух был возведён в сан митрополита Тобольского и Енисейского. 27 мая 2012 года для помощи Варуху был рукоположен епископ Иркутский, викарий Тобольской епархии Василий (Зайцев).
В 2017 году Арбитражный суд Курганской области признал права собственности на здание часовни за религиозной организацией «Курганский православный приход в честь Святой Троицы», хотя мэрия Кургана пыталась обязать приход снести постройку как самовольную.
В июне 2020 года жители Зауралья направили коллективное обращение в адрес митрополита Курганского и Белозерского Даниила (Доровских) с просьбой о содействии в прекращении деструктивной деятельности лжеархиепископа Варуха. Под ним подписалось более 700 человек. Юридическая служба Курганской епархии направила обращения в Генпрокуратуру РФ и администрацию Кургана с просьбой проверить изложенные в письме граждан факты. Варух, в свою очередь, потребовал возбудить уголовное дело в отношении представителей епархии по статье УК «Клевета», но УМВД ответило отказом.
8 декабря 2021 года ликвидирована по решению суда Местная религиозная организация Курганский православный приход в честь Святой Троицы (ИНН 4501036710). Зарегистрирована была 9 декабря 1994 года, с 27 сентября 2005 года настоятелем был В. Тищенков. Он обратился в Арбитражный суд Курганской области 21 декабря 2021 года с заявлением о признании незаконными действий Инспекции Федеральной налоговой службы по г. Кургану по внесении в ЕГРЮЛ записи об исключении Местной религиозной организации Курганский православный приход в честь Святой Троицы (ОГРН 1034593000936). Суд 14 марта 2022 года отложил судебное разбирательство по Делу № А34-20670/2021 на 18 апреля 2022 года. 18 апреля 2022 года суд определил передать дело № А34-20670/2021 в Курганский областной суд для направления его в суд общей юрисдикции, к подсудности которого оно отнесено законом. 26 апреля 2023 года Курганская городская Дума передала в безвозмездное пользование Религиозной организации «Курганская Епархия Русской Православной Церкви (Московский Патриархат)» объекта муниципальной казны города Кургана, расположенный по адресу: город Курган, улица Черняховского, строение 193, в котором ранее был приход в честь Святой Троицы Варуха (Тищенкова).